# Portal (ciencia ficción)
Un portal en ciencia ficción y fantasía es una puerta mágica o tecnológica que conecta dos lugares distantes, separados por el espacio-tiempo. Por lo general, se compone de dos o más puertas de enlace, con el objetivo de entrar en una puerta de enlace que sale por la otra de manera instantánea.
Los lugares que un portal vincula puede incluir un lugar diferente en el mismo universo (en cuyo caso se trata de un teletransportador), un mundo paralelo (portal interdimensional) en el pasado o el futuro; a otros planos de existencia, como el cielo, infierno, u otros trasmundos. Un mundo paralelo, como el de C.S. Lewis, Bosque entre los Mundos en sus Crónicas de Narnia, puede existir exclusivamente para contener múltiples portales, tal vez para todos los mundos paralelos de la existencia.
Los portales son similares al concepto cosmológico de un agujero de gusano, e incluso algunos portales de ficción funcionan utilizando los ya mencionados agujeros de gusano.

## Uso
En general, los portales se utilizan en la ciencia ficción para mover protagonistas en un nuevo territorio. En los videojuegos el concepto es muchas veces utilizado para permitir al jugador para cubrir territorio que ya ha sido explorado muy rápidamente. Una parcela de libro relacionado que se utiliza habitualmente es la lucha para llegar al extremo opuesto de una nueva puerta por primera vez, antes de que pueda utilizarse.

### Cine y televisión
En el cine y la televisión, un portal se retrata generalmente usando un efecto dominó. Uno de los primeros ejemplos es el guardián de la eternidad, en Star Trek. El dispositivo podría abrir portales de espacio-tiempo en cualquier punto de la historia de cualquier mundo en el universo, y fue en forma de anillo con un "horizonte de sucesos acuoso". Fue visto por primera vez en episodio la serie Star Trek: la serie original "La ciudad al fin de la eternidad" (1967). Trek también mostró portales con marcos angulares y efectos de onda como en el episodio "Contagion" de Star Trek: The Next Generation.  
La franquicia Stargate usa portales como uno de los métodos principales de los viajes entre los planetas. Se colocan grandes anillos sobre, o en órbita alrededor de los planetas a través del universo. Cuando los viajeros "marcan" la dirección de su destino, se forma un agujero de gusano entre las dos puertas del portal.
La película de 1998 Lost in Space contó con un sistema hiperpuerta espacial determinado. La premisa de la película es que la familia Robinson pilotará una nave espacial a Alpha Centauri, con el fin de completar la construcción de otra hiperpuerta allí, lo que permitirá un viaje instantáneo entre la Tierra y Alpha Centauri.
Otros ejemplos son las "puertas de la urdimbre" en Jak 3, que son anillos que contienen una sustancia azul ondulante utilizada para el transporte. En ReBoot, un portal, creado por el villano Megabyte, muestra un horizonte de eventos tumultuoso" En la serie Starcaft, existen las puertas de la urdimbre, y son similares en estilo y función. En Star Trek: Voyager y el juego Star Trek: Armada II, los Borg tienen un dispositivo conocido como un Transwarp Conduit. La abertura del conducto en el centro transwarp se asemeja al horizonte de sucesos de un stargate cruzado con el efecto de agujero de gusano creado por el stargate.
Otro ejemplo es la serie de ciencia ficción de Tortugas Ninja de 1987, donde los "portales dimensionales" permiten el transporte rápido entre lugares distantes, e incluso algunos portales se utilizan para viajar en el tiempo. Los portales están conectados a algún tipo de máquina y, a veces parecen una luz parpadeante en diferentes colores.
La película animada Monsters, Inc. involucra portales que se abren en los armarios de los niños. Esto permitió a los habitantes del mundo de los monstruos entrar en las habitaciones de los niños y causar que gritan. Estos gritos de los niños son la fuente de energía del mundo de los monstruos, que son desviados a través del portal en contenedores para su refinamiento. Cada portal es una réplica exacta de la puerta del armario de madera de un niño en un marco de metal, lo que permite que un monstruo entre en la habitación de ese niño. Algunos portales tienen puertas metálicas y abierta a las contrapartes en lugares remotos en el mundo humano. El final tiene una persecución salvaje a través de una enorme galería  de portales puertas del armario, haciendo saltos entre lugares como París, Japón y Tahití.
En la serie animada Rick y Morty, donde aparecen portales interdimensionales creados por una pistola, inventada por Rick Sánchez, un científico de ciencia ficción.
En el anime Cowboy Bebop, las puertas hiperespaciales permiten viajes más rápidos, -aunque no instantáneos- entre los planetas y colonias de nuestro sistema solar.
Aparecieron en la serie de Buck Rogers en el siglo XXV (1979-1981), donde una red de portales facilitó los viajes interestelares.
Un uso más alegre de portales se puede encontrar en el cómic japonés y la serie de anime de Doraemon, donde se utiliza cualquier puerta para viajar desde cualquier punto a otro. Esta puerta se parece y funciona como una puerta normal del hogar.
En película de Hayao Miyazaki El castillo ambulante, basada en la novela de Diana Wynne Jones, el castillo de Howl tiene una puerta con una línea de cuatro colores por encima de ella, y cada configuración de color causa una ubicación diferente que aparece en el otro lado de la puerta, solo una de ellas está inmediatamente fuera del castillo.
En la película El final de la cuenta atrás, el portaaviones USS Nimitz se transporta a través de un portal a 1941, donde su capitán debe decidir si se debe intervenir en el ataque a Pearl Harbor.
En la serie El ministerio del tiempo existe un ministerio en el estado español con acceso a cientos de portales que conectan con otras épocas de la historia de España, usándolos para mantener la historia estable.

### Literatura
En la serie Dan Simmons Hyperion, Dan Simmons imagina una red de portales llamados "teleyectores" que conectan la mayoría de los planetas habitados por el hombre. La forma de estos portales  puede variar,  pueden ir desde opacos, completamente transparente hasta semi-transparente. Es muy usada la variedad totalmente transparente y efectivamente convierte a todos los lugares conectados en una gigante Red de Mundos donde la distancia se hace casi sin sentido. Algunos de los ocupantes más opulentos pueden tener casas donde cada habitación está construida en un planeta diferente, y algunas habitaciones en sí puede estar parcialmente construidas en varias ubicaciones físicas diferentes, pero estarán acompañadas por los portales teleyectores para formar una habitación completa.
El libro de Stephen Robinett Stargate (1976) gira en torno a la parte empresarial de la construcción de las dimensiones extra y/o Stargates transportadores. En la novela, el Stargate se le da el nombre de "Puerta de Jenson," después de la compañía de ficción que construye. 1958 Andre Norton novela de Star Gate puede haber sido el primero en utilizar ese término para portales. El argumento de Robert A. Heinlein 's túnel en el cielo (1955) utiliza un portal. El hombre Raymond Jones 'de Dos Mundos (también conocido como Renacimiento) (1944) emplea un portal que resulta ser un fraude.
El Shi'ar, una raza extraterrestre introducida por Marvel Comics en 1976, también utilizan una red de Stargates. El Shi'ar utiliza tanto el stargate planetario, para viajes personales, como versiones espaciales (equivalente a la supergate Ori), para enviar naves, aunque normalmente ambos son  representados sin ningún tipo de estructura física para contener el agujero de gusano. Se utilizan para viajar a través de grandes distancias.
En la serie de dibujos animados Las aventuras de Jackie Chan, ocho demonios fueron encerrados usando portales para atrapar a cada uno de ellos en un ámbito diferente. Los portales se podían abrir de nuevo, y todos lo hicieron. Los demonios fueron puestos en libertad, pero más tarde se sellaron de nuevo en el infierno. Se utilizó un hechizo en cada portal para sellarlo para siempre, lo que garantizó que los demonios no podían escapar de nuevo.
En la serie animada Transformers, los Decepticons construyeron el Puente del Espacio, que sirve a un propósito similar. Una ronda de aro grande construido en la Tierra (acostada) crearía un túnel subespacial a una torre de destino, en Cybertron. Una diferencia clave en la función fue que en el transporte la materia no se rompe. 
Desde la introducción del Stargate en la pantalla grande y chica, otros autores han hecho referencia al dispositivo Stargate. Lynn Picknett y Clive Prince escribieron también "La Conspiración de Stargate: La verdad sobre la vida extraterrestre y los misterios del antiguo Egipto". El libro detalla una teoría alternativa que ingrains el término Stargate con el Antiguo Egipto: la misma pirámide de Egipto es una puerta a las estrellas (a causa de los ejes que apuntan a una estrella) o la construcción de Cielo en la Tierra según la ubicación geográfica de los grandes pirámides periféricas (véase: Orión).

### Juegos

El concepto básico del portal como un enlace a otro punto en el espacio, dentro del mismo universo

El juego portal creado por Valve Corporation cuenta con un dispositivo de creación de portales como una central de juego mecánico que se utiliza para resolver los rompecabezas y llegar a destinos inaccesibles de otro modo. Los portales de aquí (si ambos extremos se conservan) se muestran sin muchos efectos visuales especiales, sino que muestran como una representación muy claro el destino, bordeada por los efectos de las partículas de color azul o naranja para identificar a los portales, que el jugador puede caminar a través de la perfección, sin ninguna pérdida de impulso (se conserva la direccionalidad, pero solo en referencia a los portales de sí mismos). En Super Mario 64, y su siguiente, Super Mario Sunshine, varias pinturas y tuberías de plomo de la urdimbre de los niveles, están todos conectados por un mayor nivel que alberga dichos portales.
En Command & Conquer 3: Tiberium Wars, la raza alienígena Scrin utiliza portales para el transporte de sus ejércitos, y en todo el campo de batalla. La descripción de su Estabilizador de Gravedad afirma que la estructura compensa intensa gravedad y el campo magnético la Tierra, "permitiendo que las naves espaciales Alienígenas ejecuten teletransportación a corto rango saltando directamente al campo de batalla".
En un MMORPG los portales son muy comunes. En RuneScape, los portales se pueden utilizar a nivel nacional - los jugadores pueden instalar cámaras de Portal en sus casas que tienen enlaces a las diferentes ciudades del mundo, permitiendo el libre transporte a estos lugares para ellos y todos los visitantes a su casa. En World of Warcraft, los magos pueden convocar a portales que pueden teletransportar a los magos y sus miembros del grupo a varias ciudades.
En Ingress, se colocan portales de juegos de realidad aumentada en las esculturas, estatuas y otras obras de arte público, las empresas únicas, y los edificios históricamente y arquitectónicamente significativas y similares, sino que sirven como nodos en el sistema de juego (véase Teoría de grafos) sin ninguna función de transporte.
El juego Portal y su secuela, Portal 2 creado por Valve Corporation cuenta con un dispositivo de creación de portal como mecanismo central de juego que se utiliza para resolver los puzles y llegar a destinos de otro modo inaccesibles. Los portales se muestran con pocos efectos visuales especiales, más bien se muestran como representaciones del destino, bordeados por efectos de color azul o naranja de partículas. En el videojuego Half-Life, los portales se muestran como bolas brillantes de energía que al instante teletransportan al usuario un punto de salida de color inverso.
En el juego Minecraft, es posible construir un portal a una dimensión alternativa semejante al infierno llamada "The Nether". Se evalúa haciendo un marco de bloques de obsidiana, con un rectángulo en el centro de 3 x 2, después se le prende fuego con cualquier objeto que pueda hacer fuego. Cuando está encendido, el marco se llena de bloques semejantes a remolinos. Si un jugador se coloca en el portal durante el tiempo suficiente, él o ella será transportado a "The Nether", un universo altenativo en el juego que consiste principalmente en cuevas, lava, Fortalezas, hongos, cerdos zombis, criaturas que saltan, son cuadras y son hechos de magma, esqueletos "marchitos", criaturas que son "fantasmas" y otras que lanzan fuego. También existe un portal que te transporta a una tercera dimensión, "el End". Para activar este portal el jugador va a tener que poner perlas de enderman en los bloques perimetrales de donde va a parecer el portal. "El End" es donde está el boss final, un dragón, y donde aparecen en grande cantidades los Endermans. Luego de matar al dragón aparecerá dos portales más, uno para volver y otro que te transporta a unas islas que están muy alegadas de donde se mata al dragón y en donde hay unas ciudades violetas, y en ellas hay "Shurkers" que son unas criaturas cuadradas que te lanzan tipo misiles y te da levitación, si se les mata, se puede construir un cofre que al destruirlo no tiras su contenido al suelo. También en estas ciudades se puede conseguir las "elitras" que son alas.
El rol de un portal sirve a la red de túneles de GLA en el juego Command Conquer Generals. Se trata de un edificio que puede servir como guarnición en algunas unidades. Estas unidades pueden salir de cada red de túneles de su base sin ningún relé. Se supone que viajan bajo tierra con velocidades relativamente altas, pero aparentemente son teletransportados.
En la serie argentina casi ángeles que se transmitió durante los años 2007 y 2010, los personajes viajan a otra dimensión llamada eudamon a través del reloj que resulta ser un portal que corona la mansión donde viven, además les permite realizar viajes en el tiempo.
En la serie Amazing Spiderman de 1994 el Punto creó dos aceleradores de dilatación-tiempo, el primero permitía la teletransportación hacia otras dimensiones, el otro dentro de esta dimensión. El primero fue destruido por máquina de guerra. El último en un primer momento quedó atrapado en el limbo y después cayó accidentalmente en la dimensión de spiderman.